# Kostel Navštívení Panny Marie (Horní Houžovec)
Kostel navštívení Panny Marie stojí v katastrálním území Horní Houžovec v okrese Ústí nad Orlicí. Je chráněnou kulturní památkou České republiky. Filiální kostel náleží pod římskokatolickou farnost – děkanství Ústí nad Orlicí, orlickoústecký vikariát.

## Historie
Kolem roku 1800 byl postavený dřevěný kostelík zasvěcený Navštívení Panny Marie. V roce 2013 byla provedena impregnace střešní krytiny. V roce 2014 byl zpracován stavebněhistorický průzkum pro opravy v následujícím roce.
Podle dendrochronologického průzkumu byla dřevěná stavba postavena v roce 1864 pravděpodobně na místě původní stavby z roku 1730.

## Popis
Kostel je drobná osmiboká dřevěná roubená stavba postavena na pískovcové podezdívce, zastřešena osmibokou stanovou střechou završenou lucernou s cibulovou střechou. K boku kostela přiléhá roubená obdélníková sakristie. Ze sedlové střechy sakristie vystupuje štenýřová věž sloužící jako zvonice. Věž má stanovou střechu. Vnější stěny kostela jsou bedněny prkny, střechy jsou kryté šindelem. Na římse sakristie je datace 1871.
V interiéru jsou částečně zachovalé hliněné omítky s iluzivními malbami. Strop je rovný.